# Tomislav Butina
Tomislav Butina ( Zagreb, 30. ožujka 1974. ), hrvatski nogometni vratar 
Još 1991. započeo je Butina svoju karijeru u zagrebačkom Dinamu, no, do klupske jedinice došao je tek odlaskom u mirovinu nezamijenjivog Dražena Ladića. U međuvremenu je od 1994. do 1997. bio na posudbama u Samoboru, Karlovcu, te Slaven Belupu. Kasnije je bio rezervni vratar sve dok nije dobio pravu šansu koju je sjajno iskoistio. Zanimljivo je da je jeseni 1999. u Ligi prvaka imao čak 3 nastupa od 6, tada Croatijinih, utakmica. Svoju je priliku kasnije dobio. Do 2003. bio je standardan, a zatim prelazi u redove belgijskog Club Bruggea. Tamo je igrao s reprezentativnim suigračima Ivanom Lekom i Boškom Balabanom. Na kraju svoje posljednje, treće, sezone u tom klubu ozlijeđuje se te propušta dobar dio utakmica. A još je k tome na početku godine potpisao predugovor s Olympiakosom iz Pireja, te ga trener više nije koristio do službenog preseljenja u Grčku, 1. srpnja.
U reprezentaciji je debitirao u rujnu 2001. protiv San Marina, u kvalifikacijama za Svjetsko prvenstvo 2002., a na tom natjecanju sjedio je na klupi. Neočekivano je postao prvi vratar reprezentacije na EURU 2004. kad se Pletikosa ozlijedio. Na tom prvenstvu nije bio osobito loš, unatoč 6 primljenih pogodaka u 3 utakmice. Kao prvi vratar nastavio je u kvalifikacijama za Svjetsko prvenstvo 2006., propustivši zbog ozljede tek susrete s Islandom i Maltom. No, zbog duge stanke u Bruggeu i gubitka forme nije nastupio na samom SP-u u Njemačkoj gdje se kao prvi vratar vratio Stipe Pletikosa. Nakon svjetske smotre 2006. završio je reprezentativnu karijeru, nakon 28 nastupa.
Privatno, Butina je strastveni ljubitelj umjetnosti, te sakupljač umjetničkih slika